# Louis-Joseph Manscour
Louis-Joseph Manscour (ur. 20 marca 1945 w La Trinité) – francuski i martynikański polityk, deputowany dwóch kadencji, nauczyciel i działacz samorządowy, poseł do Parlamentu Europejskiego.

## Życiorys
Kształcił się w Fort-de-France, pracował następnie jako nauczyciel geografii i historii najnowszej. W 1977 objął stanowisko zastępcy mera rodzinnej miejscowości, w 1988 został merem La Trinité, wybieranym następnie na kolejne kadencje (pełnił tę funkcję do 2014). Był radnym miejskim, a także radnym i wiceprzewodniczącym rady departamentalnej. Związał się z martynikańskim oddziałem Partii Socjalistycznej, w 2008 obejmując stanowisko pierwszego sekretarza federacji socjalistów Martyniki (FSM). W latach 2002–2012 sprawował również mandat posła do Zgromadzenia Narodowego XII i XIII kadencji.
W 2014 Louis-Joseph Manscour z ramienia socjalistów został wybrany do Europarlamentu VIII kadencji.